# Barbus fasciolatus
Barbus fasciolatus, conosciuto comunemente come barbo striato africano, è un pesce d'acqua dolce appartenente alla famiglia Cyprinidae. 

## Distribuzione e habitat
Questa specie è originaria delle acque dolci africane dei bacini idrografici dei fiumi Okavango, Zambesi (e relativo lago Kariba), Cunene, Congo, Luongo e Bangweulu. Abita acque molto vegetate e ben ossigenate, ma tranquille (preferendo canali, rive e lagune) spesso muovendosi sul fondo ma emergendo all'improvviso in superficie e in gruppo all'alba e al tramonto. Durante la stagione delle piogge effettua migrazioni. 

## Descrizione
Presenta un corpo allungato, con profilo dorsale convesso. Gli occhi sono grandi con iride rossi, il peduncolo caudale è affusolato. Le pinne sono arrotondate, la coda bilobata. La livrea varia dal rosa al bruno-rossastro, con dorso più scuro e ventre bianco argenteo. Lungo i fianchi vi sono 11-13 fasce nere verticali. Le pinne sono rossastre. Raggiunge una lunghezza massima di 6 cm.

## Comportamento
Il Barbus fasciolatus è un pesce che vive in gruppo.

## Riproduzione
Si riproduce deponendo e fecondando le uova in una zona tranquilla e ricca di vegetali.

## Pesca
Commestibile, anche se non ha valore commerciale.

## Alimentazione
Barbus fasciolatus ha dieta onnivora: si nutre prevalentemente di vegetali (alghe e detriti di piante acquatiche) ma non disdegna piccoli invertebrati acquatici 

## Acquariofilia
Non è una specie commerciata con assiduità in Italia, è presente occasionalmente nei negozi di acquariofilia.